# Kwangonia
Kwangonia is een geslacht van hooiwagens uit de familie Pyramidopidae.
De wetenschappelijke naam Kwangonia is voor het eerst geldig gepubliceerd door H. Kauri in 1985. 

## Soorten
Kwangonia is monotypisch en omvat slechts de volgende soort:
- Kwangonia feshiensis